# Väinämöinen

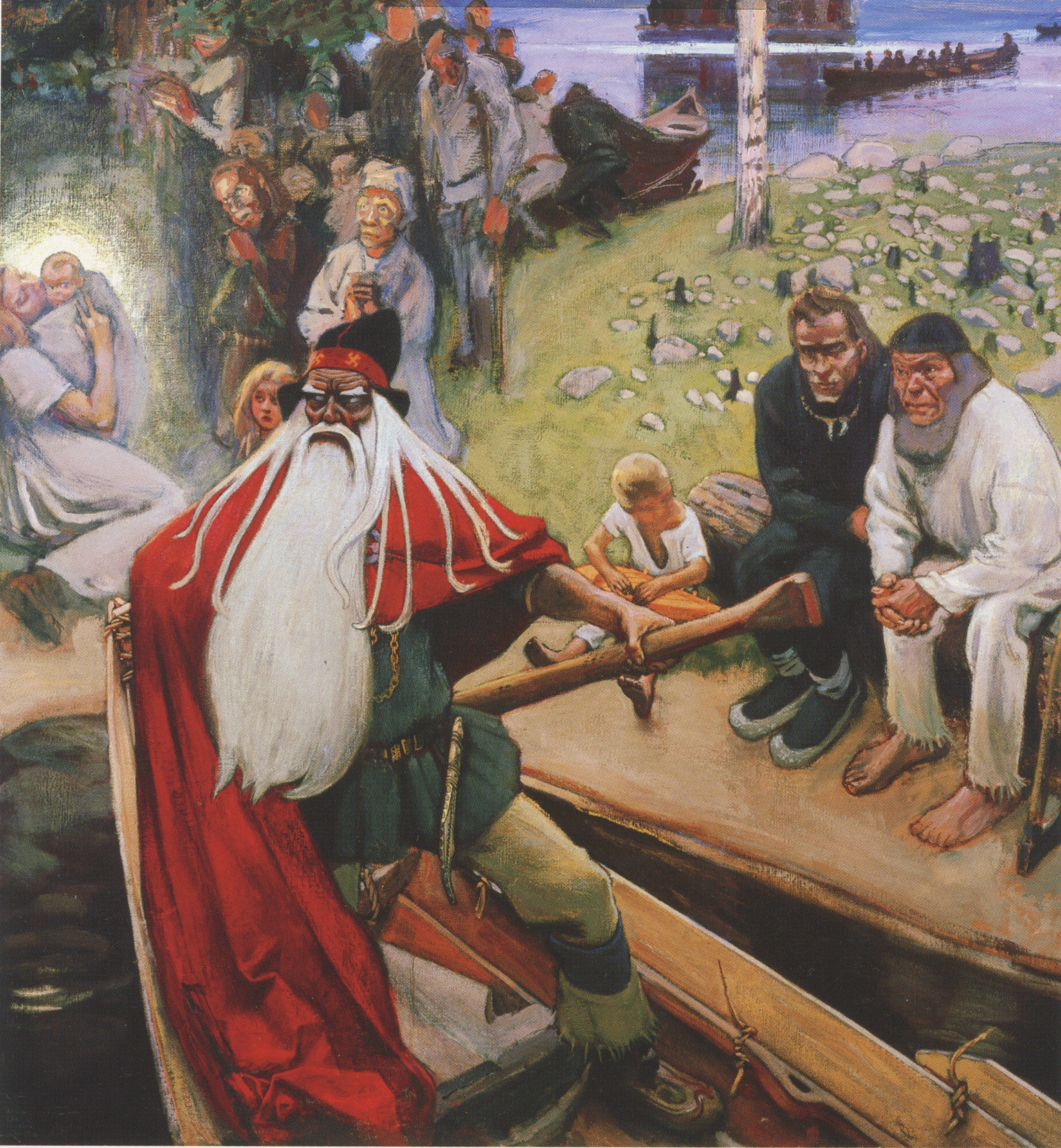
La partenza di Väinämöisen, di Akseli Gallen-Kallela, 1896-1906

Väinämöinen, chiamato anche Vanemuine in estone e Vjajnjamëjnen (Вяйнямёйнeн) in russo, è un personaggio della mitologia ugro-finnica e uno dei protagonisti del poema Kalevala.
Nato già vecchio dopo una gestazione lunga settecento anni da parte di Ilmatar, Väinämöinen dopo sette anni in mare giunge sulla terraferma, chiamando poi Sampsa Pellervoinen per la semina e la crescita della vegetazione.
È diffuso in Finlandia il nome proprio di persona Väinö, direttamente derivato da quello di Väinämöinen.